# Feldbergrennen
Das Feldbergrennen war ein Automobil- und Motorradrennen, das zwischen 1920 und 1954 auf verschiedenen Kursen im Bereich des Großen Feldbergs (879 m ü. NHN) im damaligen Obertaunuskreis der preußischen Provinz Hessen-Nassau bzw. des späteren Landes Hessen ausgetragen wurde.

## Geschichte und Strecke
Das Rennen fand von 1920 bis 1928, von 1934 bis 1936 und zuletzt 1950 bis 1954 in verschiedenen Motorrad- und Automobilklassen statt. Der Streckenverlauf wurde mehrfach geändert. Ab 1921 hatte die anfängliche Bergrennstrecke eine Länge von acht Kilometern und wurde 1935 auf zwölf Kilometer verlängert.
Sieger des Rennens von 1928 war Hans Stuck auf Austro-Daimler. Sieger am Feldberg waren in den 1930er-Jahren Paul Pietsch auf Alfa Romeo sowie Hans Stuck und Bernd Rosemeyer auf Auto Union.
Bei Wiederaufnahme der Renntätigkeit 1. Oktober 1950 wurde ein 11,6 km langer Rundkurs mit Start und Ziel östlich von Oberreifenberg gefahren; die Ortshöhen der Feldbergrennstrecke lag zwischen rund 500 und 680 m Höhe. Damals war fast die gesamte Spitzenklasse deutscher Fahrer angetreten, unter anderem die DKW-Fahrer Hermann Paul Müller und Ewald Kluge. Walter Glöckler gewann auf einem VW-Eigenbau die Sportwagenklasse bis 1100 cm³.
Die Rennen von 1951 bis 1954 waren zugleich Läufe der Deutschen Motorrad-Meisterschaft. Jedes Jahr wohnten über 100.000 Zuschauer den Veranstaltungen bei.
Das Feldbergrennen am 18. Juli 1954 war ein international ausgeschriebener Lauf zur Deutschen Meisterschaft für Motorräder. Die Werksmannschaft von NSU fehlte. Dennoch beherrschte NSU mit Privatfahrern auf der Sportmax die Klasse bis 250 cm³. Walter Reichert aus Ingelheim am Rhein gewann das Rennen über 13 Runden bzw. 150,488 km in 1:25:56,7 Stunden (Durchschnitt 105,0 km/h) vor Fritz Kläger aus Freiburg im Breisgau. Auf Platz drei folgte Hubert Luttenberger auf Adler vor zwei weiteren Sportmax. Die Klasse bis 350 cm³ beherrschte August Hobl auf DKW (112,4 km/h) vor drei Australiern auf Norton und die 500er-Soloklasse gewann der Australier Jack Ahearn auf Norton (112,6 km/h) vor einer weiteren Norton und Walter Zeller auf BMW. Nach dem Zieleinlauf stürzte Ahearn schwer. Im Rennen der Gespanne über zehn Runden stürzte Weltmeister Eric Oliver aus England, sodass die ersten vier Plätze ungefährdet an BMW gingen, auf Platz eins Wilhelm Noll / Fritz Cron (105,2 km/h), gefolgt von Fritz Hillebrand / Manfred Grunwald, Willi Faust / Karl Remmert und Walter Schneider / Hans Strauß. Trotz schlechten Wetters sollen rund 50.000 Zuschauer das Feldbergrennen gesehen haben, das mit der 125-cm³-Klasse und dem Sieg von Horst Fügner aus Chemnitz auf einer IFA begann; den zweiten Platz der 125er Klasse belegte Karl Lottes auf MV Agusta vor einer weiteren IFA unter Erhart Krumpholz.
Für 1955 verlangte die OMK den Umbau einer Streckenpassage, der aber nicht vorgenommen wurde. Somit war das Ende des Feldbergrennens gekommen. Infolge des schweren Unglücks beim 24-Stunden-Rennen von Le Mans 1955 wurden in den Folgejahren viele Motorsportveranstaltungen in ganz Europa abgesagt oder ausgesetzt.
Den Feldberg-Rundenrekord hält Schorsch Meier auf BMW mit 119,1 km/h.

## Siegerliste

### Feldberg-Bergpreis 1934–1936
| Auflage | Datum              | Klasse                              | Sieger                                           |
| ------- | ------------------ | ----------------------------------- | ------------------------------------------------ |
| 1.      | 1934               | 250 cm³                             | Walfried Winkler (DKW)                           |
| 1.      | 1934               | 350 cm³                             | Ernst Loof (Imperia)                             |
| 1.      | 1934               | 500 cm³                             | Bernhard Petruschke (Rudge)                      |
| 1.      | 1934               | 1000 cm³                            | Kurt Mansfeld (BMW)                              |
| 1.      | 1934               | Gespanne 350 cm³                    | Ernst Loof / unbekannt (Imperia)                 |
| 1.      | 1934               | Gespanne 600 cm³                    | Karl Braun / Erwin Badsching (Horex)             |
| 1.      | 1934               | Gespanne über 1000 cm³              | Karl Braun / Erwin Badsching (Tornax)            |
| 1.      | 1934               | Sportwagen 800 cm³                  | Adolf Brudes (MG)                                |
| 1.      | 1934               | Sportwagen 1100 cm³                 | Willi Briem (Amilcar C6)                         |
| 1.      | 1934               | Sportwagen 1500 cm³                 | Ernst Günther Burggaller (Bugatti T51A)          |
| 1.      | 1934               | Rennwagen 2000 cm³                  | Rudolf Steinweg (Bugatti T35C Monoplace)         |
| 1.      | 1934               | Rennwagen über 2000 cm³             | Paul Pietsch (Alfa Romeo 8C 2300 Monza)          |
|         |                    |                                     |                                                  |
| 2.      | 1935               | 250 cm³                             | Arthur Geiss (DKW)                               |
| 2.      | 1935               | 350 cm³                             | Oskar Steinbach (NSU)                            |
| 2.      | 1935               | 500 cm³                             | Oskar Steinbach (NSU)                            |
| 2.      | 1935               | Gespanne 600 cm³                    | Toni Babl / Julius Beer (Douglas-Eigenbau)       |
| 2.      | 1935               | Gespanne 1000 cm³                   | Karl Braun / Erwin Badsching (Horex)             |
| 2.      | 1935               | Sportwagen 1100 cm³                 | Heinz Brendel (Fiat)                             |
| 2.      | 1935               | Sportwagen 1500 cm³                 | Kurt Illmann (BMW 315/1)                         |
| 2.      | 1935               | Sportwagen 2000 cm³                 | Rudolf Hasse (Adler)                             |
| 2.      | 1935               | Sportwagen über 2000 cm³            | Herbert Berg (Mercedes-Benz SSK)                 |
| 2.      | 1935               | Rennwagen 1100 cm³                  | Bobby Kohlrausch (MG)                            |
| 2.      | 1935               | Rennwagen 1500 cm³                  | Rudolf Steinweg (Bugatti T51A Monoplace)         |
| 2.      | 1935               | Rennwagen 3000 cm³                  | Herbert Wimmer (Bugatti T35B)                    |
| 2.      | 1935               | Rennwagen über 3000 cm³             | Hans Stuck (Auto Union)                          |
|         |                    |                                     |                                                  |
| 3.      | 27. September 1936 | 250 cm³                             | Ewald Kluge (DKW)                                |
| 3.      | 27. September 1936 | 350 cm³                             | Heiner Fleischmann (NSU)                         |
| 3.      | 27. September 1936 | 500 cm³                             | Heiner Fleischmann (NSU)                         |
| 3.      | 27. September 1936 | Gespanne 600 cm³                    | Hans Stärkle / Cilly Stärkle (NSU)               |
| 3.      | 27. September 1936 | Gespanne 1000 cm³                   | Hans Stärkle / Cilly Stärkle (NSU)               |
| 3.      | 27. September 1936 | Sportwagen ohne Kompressor 1100 cm³ | Heinz Brendel (NSU-Fiat)                         |
| 3.      | 27. September 1936 | Sportwagen mit Kompressor 1100 cm³  | Bobby Kohlrausch (MG)                            |
| 3.      | 27. September 1936 | Sportwagen ohne Kompressor 1500 cm³ | Walter Glöckler (Hanomag)                        |
| 3.      | 27. September 1936 | Sportwagen ohne Kompressor 2000 cm³ | Paul Schweder junior (Adler Trumpf Sport)        |
| 3.      | 27. September 1936 | Sportwagen mit Kompressor 2000 cm³  | Herbert Berg (Alfa Romeo)                        |
| 3.      | 27. September 1936 | Sportwagen ohne Kompressor 2000 cm³ | Erich Pätzold (Ford)                             |
| 3.      | 27. September 1936 | Rennwagen mit Kompressor 1100 cm³   | Walter Bäumer (Austin)                           |
| 3.      | 27. September 1936 | Rennwagen 1500 cm³                  | Ernst-Dietrich Tröltsch (Bugatti T51A Monoplace) |
| 3.      | 27. September 1936 | Rennwagen 3000 cm³                  | Adolf Brudes (Bugatti T35B)                      |
| 3.      | 27. September 1936 | Rennwagen über 3000 cm³             | Bernd Rosemeyer (Auto Union)                     |

### Feldbergrennen 1950–1954
| Auflage | Datum           | Klasse                     | Sieger                                |
| ------- | --------------- | -------------------------- | ------------------------------------- |
| 1.      | 1. Oktober 1950 | 125 cm³                    | Hermann Paul Müller (DKW)             |
| 1.      | 1. Oktober 1950 | 250 cm³                    | Ewald Kluge (DKW)                     |
| 1.      | 1. Oktober 1950 | 350 cm³                    | Siegfried Wünsche (DKW)               |
| 1.      | 1. Oktober 1950 | 500 cm³                    | Ernst Hoske (BMW)                     |
| 1.      | 1. Oktober 1950 | Gespanne 600 cm³           | Wilhelm Noll / Fritz Cron (BMW)       |
| 1.      | 1. Oktober 1950 | Gespanne 1200 cm³          | Sepp Müller / Fred Minderlein (BMW)   |
| 1.      | 1. Oktober 1950 | Formel-3-Rennwagen 500 cm³ | Gottfried Vollmer (Atlas)             |
| 1.      | 1. Oktober 1950 | Sportwagen 1100 cm³        | Walter Glöckler (VW-Eigenbau)         |
|         |                 |                            |                                       |
| 2.      | 20. Mai 1951    | 125 cm³                    | Rudi Felgenheier (DKW)                |
| 2.      | 20. Mai 1951    | 250 cm³                    | Hein Thorn Prikker (Moto Guzzi)       |
| 2.      | 20. Mai 1951    | 350 cm³                    | Hans Baltisberger (A.J.S.)            |
| 2.      | 20. Mai 1951    | 500 cm³                    | Walter Zeller (BMW)                   |
| 2.      | 20. Mai 1951    | Gespanne 500 cm³           | Wiggerl Kraus / Bernhard Huser (BMW)  |
| 2.      | 20. Mai 1951    | Gespanne 750 cm³           | Franz Mohr / Günter Müller (BMW)      |
|         |                 |                            |                                       |
| 3.      | 15. Juni 1952   | 125 cm³                    | Otto Daiker (NSU)                     |
| 3.      | 15. Juni 1952   | 250 cm³                    | Hein Thorn Prikker (Moto Guzzi)       |
| 3.      | 15. Juni 1952   | 350 cm³                    | Fritz Kläger (A.J.S.)                 |
| 3.      | 15. Juni 1952   | 500 cm³                    | Rudi Knees (Norton)                   |
| 3.      | 15. Juni 1952   | Gespanne 500 cm³           | Wilhelm Noll / Fritz Cron (BMW)       |
| 3.      | 15. Juni 1952   | Gespanne 750 cm³           | Ernst Ebersberger / Hans Strauß (BMW) |
|         |                 |                            |                                       |
| 4.      | 14. Juni 1953   | 125 cm³                    | Werner Haas (NSU)                     |
| 4.      | 14. Juni 1953   | 250 cm³                    | Siegfried Wünsche (DKW)               |
| 4.      | 14. Juni 1953   | 350 cm³                    | Siegfried Wünsche (DKW)               |
| 4.      | 14. Juni 1953   | 500 cm³                    | Georg Meier (Rennfahrer) (BMW)        |
| 4.      | 14. Juni 1953   | Gespanne 500 cm³           | Wilhelm Noll / Fritz Cron (BMW)       |
|         |                 |                            |                                       |
| 5.      | 18. Juli 1954   | 125 cm³                    | Horst Fügner (IFA)                    |
| 5.      | 18. Juli 1954   | 250 cm³                    | Walter Reichert (NSU)                 |
| 5.      | 18. Juli 1954   | 350 cm³                    | August Hobl (DKW)                     |
| 5.      | 18. Juli 1954   | 500 cm³                    | Jack Ahearn (Norton)                  |
| 5.      | 18. Juli 1954   | Gespanne 500 cm³           | Wilhelm Noll / Fritz Cron (BMW)       |